# 拉乌托琴

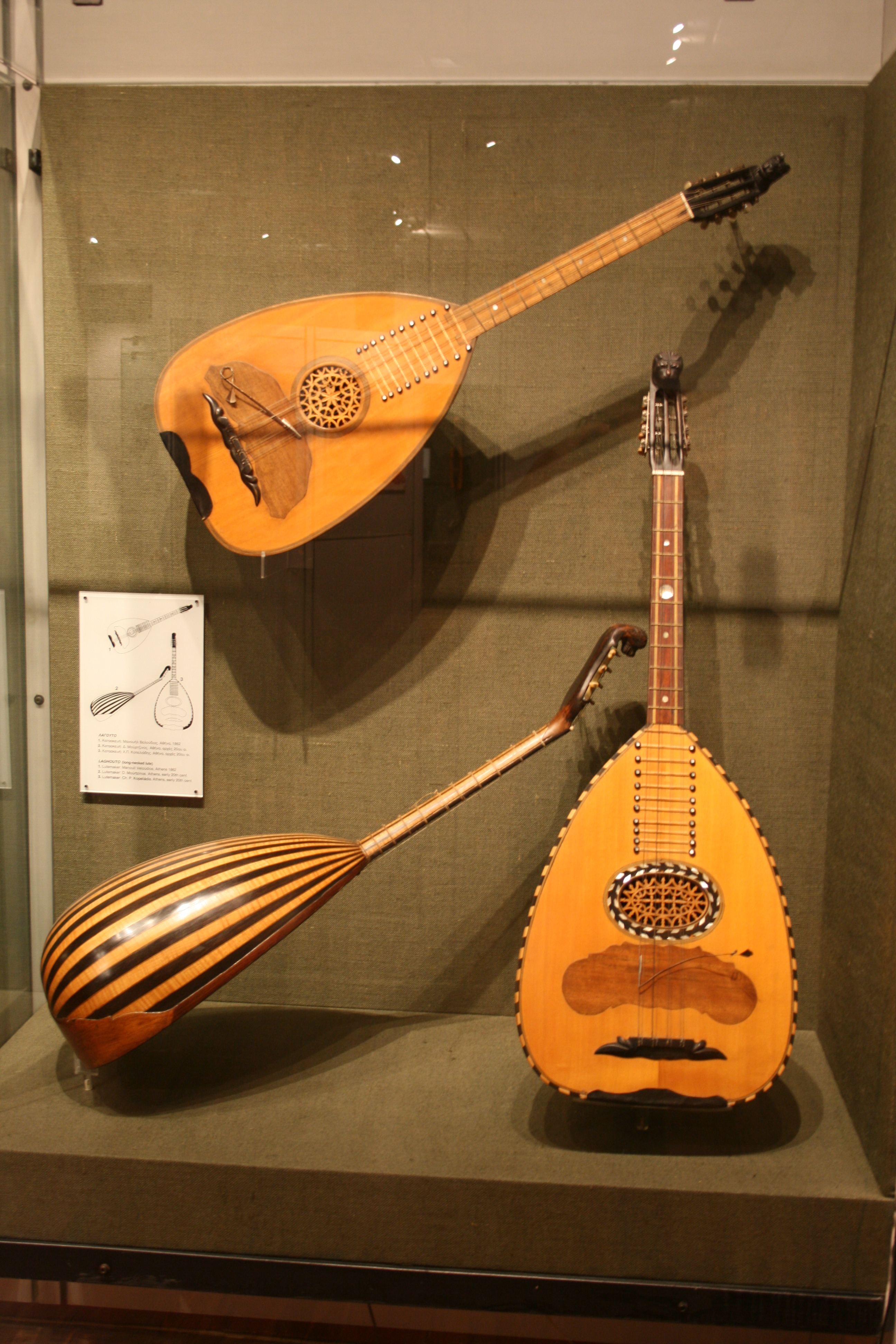
拉乌托琴

拉乌托琴（希臘語：λαούτο），一种长颈弦乐器，属鲁特琴类，源于希腊，外观类似乌德琴，但琴颈要长一些。拉乌托即“lute”（鲁特）的希腊语称呼。
拉乌托琴的音板多采用云杉木或雪松木，而琴体则采用更硬的木材，如胡桃木或枫树木。